# Criosfera 1

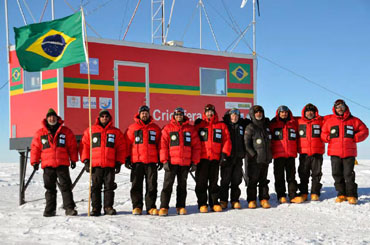
Autor:Instituto Nacional de Pesquisas Espaciais - Ministério da Ciência, Tecnologia e Inovação - Governo Federal do Brasil Data:2012-01-12

O módulo Criosfera 1, é o primeiro módulo científico brasileiro instalado no interior do continente antártico.

## Descrição
O módulo mede 2,5 m de altura, 2,6 m de largura e 6,3 m de comprimento e está instalado a 1,5 metros do solo para que a neve não se acumule em seu entorno. Está a 670 km do Pólo Sul geográfico e a 2.500 quilômetros ao sul da Estação Antártica Comandante Ferraz nas coordenadas 84° S 79° 29' 39" O. Esta nova plataforma científica autossustentável, i.e., usa apenas o sol e o vento para suprir a energia necessária aos equipamentos de pesquisa atmosférica e instrumentação meteorológica instalada. O Criosfera 1 foi concebido para operar de forma autônoma, enviando dados científicos para o INPE (Instituto Nacional de Pesquisas Espaciais) durante todo o ano.

## Histórico
O módulo foi inaugurado dia 12 de janeiro de 2012 e encontra-se em funcionamento desde então, enviando os dados mediante o uso de satélite. A Expedição Criosfera, responsável pela instalação do módulo, chegou na Antártica dia 17 de dezembro de 2011 e foi coordenada pelo Dr. Jefferson Cardia Simões, da Universidade Federal do Rio Grande do Sul (UFRGS) e diretor do Centro Polar e Climático (CPC), localizado no Campus Vale da UFRGS. O professor Dr. Heitor Evangelista, da Universidade Estado do Rio de Janeiro (UERJ), coordena todas as atividades científicas do módulo, assim como as logísticas e administrativas. Toda a instrumentação científica, os geradores de energia eólica e solar, e ainda, o sistema de transmissão de dados por satélite foram dimensionadas instaladas e testadas no INPE, sob coordenação do Dr. Marcelo Sampaio e do Tec. Heber Reis Passos. Além dessas três instituições, participam da expedição a Universidade Federal de Viçosa (UFV), a Universidade Federal do Rio Grande (FURG), a Universidade Federal Fluminense (UFF), o Observatório Nacional (ON)  além do INACh  (Instituto Antártico Chileno).

## Equipe
Ao todo, 17 cientistas fizeram parte da expedição Criosfera, durante a qual o módulo foi instalado. Dez destes cientistas estiveram acampados junto ao módulo enquanto que sete outros ficaram levantando a morfologia bem como a dinâmica das massas no chamado acampamento base, próximo à Geleira Union 79° 46' S 82° 50' O. Entre o grupo de 17 pesquisadores havia também dois pesquisadores Chilenos, do INACh.

## Reabertura
Em 2019, o módulo foi reaberto após 2 anos de inatividade.